# Чхиквадзе, Рамаз Григорьевич
Рама́з Григо́рьевич Чхиква́дзе (груз. რამაზ გრიგოლის ძე ჩხიკვაძე; 1928, Тифлис — 2011, Тбилиси) — советский, грузинский актёр театра и кино. Герой Социалистического Труда (1988). Народный артист СССР (1981).

## Биография
Родился 28 февраля 1928 года в Тифлисе (ныне — Тбилиси). Грузин.
Окончил Тбилисский театральный институт имени Ш. Руставели в 1951 году (учился у М. Туманишвили).
С 1951 года — актёр Тбилисского театра имени Ш. Руставели.
Дебютировал в кино в 1954 году в фильме «Стрекоза» в роли архитектора Шоты.
Скончался в ночь на 18 октября 2011 года (по другим источникам — 17 октября) в Тбилиси. Похоронен в Дидубийском пантеоне.

### Семья
- Сын композитора Григория Чхиквадзе.
- Супруга — Наталия Владимировна Чхиквадзе (?—2011), общественный деятель.
  - Сын — Александр Чхиквадзе.

## Роли в театре
- «Испанский священник» Дж. Флетчера — Леандро
- «Доктор философии»  Б. Нушича — Милорад
- «Трёхгрошовая опера» Б. Брехта — Макхит, по кличке Мэкки-Нож
- «Иркутская история» А. Арбузова — Виктор
- «Чинчрака» Г. Нахуцришвили — Коса
- «Кваркваре Тутабери» П. Какабадзе — Кваркваре
- «Доктор философии»  Б. Нушича — Милорад
- «Кавказский меловой круг» Б. Брехта — Аздак
- «Король Лир» У. Шекспира — король Лир
- «Ричард III» У. Шекспира — Ричард III
- «Старые зурначи» М. Элиозишвили — Тедо
- «Соломенная шляпка» Э. Лабиша и Марк-Мишеля — Фадинар
- «Ханума» А. Цагарели — Акоп
- «Мачеха Саманишвили» Д. Клдиашвили — Кириле Миминашвили
- «Обвинительное заключение» Н. Думбадзе — Шошия

## Фильмография

### Роли
- 1954 — Стрекоза — архитектор Шота
- 1956 — Песнь Этери — Вано
- 1959 — День последний, день первый — таксист
- 1959 — На пороге жизни — агроном
- 1959 — Прошедшее лето — Зураб
- 1961 — Mgeris Borjomis nadzvi (Поет боржомская ель) (короткометражный)
- 1962 — Крот
- 1966 — Как солдат от войска отстал — городской Голова
- 1967 — Мольба — Мацили
- 1969 — Смерть филателиста — майор Георгий Вачнадзе, следователь прокуратуры
- 1970 — Старые мельницы — Антон
- 1971 — Ожерелье для моей любимой — Дауди
- 1971 — Нуца (новелла в киноальманахе Давным-давно — Моурави
- 1972 — Старые зурначи — Тедо
- 1972 — Саженцы — Лука
- 1973 — Мелодии Верийского квартала — Панкес, торговец
- 1973 — Похищение луны — Шардин Алшибайа
- 1973 — Истоки — Сталин
- 1973 — Щелчки — Парнаози / директор
- 1975 — Любовь с первого взгляда — Акрам
- 1975 — Чирики и Чикотела (новелла в киноальманахе Незваные гости — Гитара-майор
- 1975 — Соло для трубы (короткометражный)  — главная роль
- 1976 — Побег на рассвете — Даниели
- 1976 — Городок Анара — Антон
- 1976 — Как утренний туман
- 1976 — Сельский ухажёр (новелла в киноальманахе Поди-ка разберись — Леван
- 1976 — Повесть об одном сражении (новелла в фильме Настоящий тбилисец и другие) — кинорежиссёр
- 1976 — Соло для свирели (короткометражный) — продавец
- 1976 — Пожар, любовь и Помпиеро — Савле
- 1977 — Древо желания — священник Охрохинэ
- 1977 — Рача, любовь моя — Апрасиони
- 1977 — Синема — князь
- 1978 — Комедия ошибок — старый актёр
- 1978 — Аревик — следователь
- 1978 — Срочный вызов — Георгий Николаевич
- 1979 — Грузинская хроника XIX века — начальник канцелярии
- 1979 — Дюма на Кавказе — Пинхас
- 1979 — Ричард III (фильм-спектакль) — Ричард III
- 1980 — Бенефис Татьяны Дорониной (фильм-спектакль) — падре
- 1980 — Санта Эсперанса — падре
- 1980 — Тифлис — Париж и обратно — Нестор
- 1981 — Путь домой — первый канцелярист
- 1981 — Руки вверх! — полковник Шито-Крыто
- 1981 — Старый дом (короткометражный)
- 1981 — Три дня знойного лета — Гиви
- 1982 — Где-то плачет иволга… — папаша Жак
- 1982 — Три оплеухи — мастер-чеканщик
- 1983 — Я готов принять вызов — кабатчик
- 1983—1986 — Скорбное бесчувствие — капитан Шотовер
- 1984 — Три дня знойного лета— рассказчик
- 1985 — Победа — Сталин
- 1985 — Страховой агент — Автандил
- 1987 — Как дома, как дела? — дедушка
- 1987 — Король Лир (фильм-спектакль) — король Лир
- 1988 — Житие Дон Кихота и Санчо — Перес
- 1988 — Последняя молитва Назарэ — Католикос
- 1988 — Ашик-Кериб — Али-ага
- 1989 — Возвращение Ходжи Насреддина — Ходжа Насреддин
- 1990 — Закат — Мендель Крик, биндюжник
- 1990 — Белые флаги — Шошиа
- 1990 — Путешествие товарища Сталина в Африку — Сталин / Пичхадзе
- 1991 — Стена — заключенный
- 1992 — Восточный роман — Саид
- 1992 — Официант с золотым подносом — Сталин
- 1993 — Падший ангел — дон Гименто, колумбийский мафиози
- 1993 — Силуэт в окне напротив
- 1996 — Тысяча и один рецепт влюблённого кулинара — оперный певец, большевик
- 1999 — Прикованные рыцари — князь Луарсаб Таткаридзе
- 2001 — В августе 44-го… — Сталин
- 2001 — Ботинки из Америки — Исаак Берг
- 2004 — Кавказский меловой круг (фильм-спектакль) — Аздак, деревенский писарь
- 2005 — И шёл поезд — Пантелеймон Пантелеймонович
- 2005 — Чёрный принц — Барон Геккерн
- 2006 — 9 месяцев — Зураб Константинович
- 2008 — Дом радости (документальный) — рассказчик
- 2008 — Метеоидиот — дедушка Георгий

### Озвучивание
- 1978 — Сны Коджорского леса (мультипликационный)
- 1993 — Падший ангел — роль Виктора Нинидзе

### Вокал
- 1999 — Прикованные рыцари — исполнение песен

### Участие в фильмах
- 1982 — Правда великого народа (документальный) Фильм 2 — Семья. — ведущий

- 2008 — Софико (документальный)

## Награды и звания
- Герой Социалистического Труда (1988)
- Народный артист Грузинской ССР (1972)
- Народный артист СССР (1981)
- Государственная премия СССР (1979) — за роль в спектакле «Кавказский меловой круг»
- Государственная премия Грузинской ССР имени Шота Руставели (1981) — за роль в спектакле «Ричард III»
- Государственная премия Грузинской ССР им. К. Марджанишвили (1974) — за роль Кваркваре Тутабери в одноимённой пьесе П. Какабадзе
- Орден Чести (1998)
- Орден Ленина (1988)
- Орден «Знак Почёта»
- Медали
- ММКФ (Приз за лучшую мужскую роль, фильм «Саженцы», Москва, 1973)
- Почётный гражданин Тбилиси (1997).